# بزرگراه کمربندی میانی
بزرگراه کمربندی میانی تبریز، یک بزرگراه کمربندی در تبریز است که با طول ۲۰ کیلومتر، بزرگراه پاسداران (خروجی توانیر) را از طریق بلور نیایش، به بزرگراه چای‌کنار و بلوار آذربایجان متصل می‌کند. این کمربندی، در واقع متشکل از چند بزرگراه به هم پیوسته شامل بلوار توانیر، بلوار نیایش، بلوار ملاصدرا، بلوار ابوذر، بلوار رازی، بلوار خطیب، بلوار شهید نجاتی، بلوار شهید حیدری و بلوار شهیدان ذاکر است.

## تقاطع‌های غیرهم‌سطح

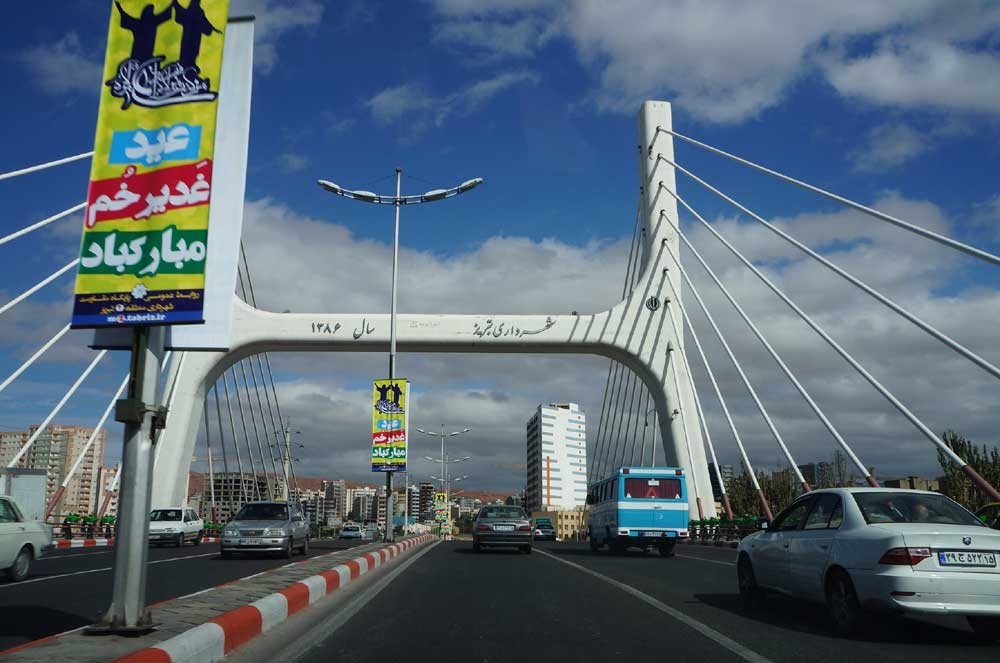
نمایی از پل کابلی تبریز. این پل، بلوار توانیر را به بلوار نیایش متصل می‌کند.

در طول این مسیر، جمعاً ۱۲ تقاطع غیرهمسطح وجود دارد که عبارتند از:
1. روگذر عباسی (توانیر)
2. روگذر گلپارک
3. روگذر ولیعصر
4. پل کابلی
5. زیرگذر جاده ایل گلی
6. روگذر افلاک‌نما
7. روگذر پیشقدم
8. روگذر سجادیه
9. زیرگذر سلیمان خاطر (ترمینال)
10. زیرگذر خرمشهر (شهرک طالقانی)
11. روگذر خطیب
12. روگذر نظام پزشکی